# Chileense huemul
De Chileense huemul (Hippocamelus bisulcus)  is een zoogdier uit de familie van de hertachtigen (Cervidae). De wetenschappelijke naam van de soort werd voor het eerst geldig gepubliceerd door Juan Ignacio Molina in 1782.